# Jours d'amour
Pour plus de détails, voir Fiche technique et Distribution.
Jours d'amour (Giorni d'amore) est un film italien réalisé par Giuseppe De Santis et Leopoldo Savona et sorti en 1954.

## Synopsis
Dans un petit village du Latium du Sud, Angelina et Pasquale, des jeunes paysans amoureux mais sans le sou, reportent indéfiniment leurs noces car ils n'ont pas les moyens pour la cérémonie de mariage. Les deux familles, très amies entre elles, après avoir discuté d'un éventuel mariage et fait les comptes, poussent Pasquale à enlever Angela de manière que la jeune fille perde sa virginité et qu'à ce point ce soit le classique « mariage de réparation », évitant ainsi une fastueuse cérémonie nuptiale. Pendant la « fuite » des deux amoureux, les choses se compliquent. Les deux familles, qui devaient faire semblant de se quereller, se fâchent vraiment et Angelina ne veut pas se donner à Pasquale. Les deux familles, le curé et le gendarme les poursuivent à travers la campagne. Finalement, les choses s'arrangent et le plan initial est exécuté, les deux jeunes amoureux se marient à l'église sans leur famille.

## Fiche technique
- Titre : Jours d'amour
- Titre original : Giorni d'amore
- Réalisation : Giuseppe De Santis, Leopoldo Savona
- Scénario : Giuseppe De Santis, Elio Petri, Gianni Puccini, Libero de Libero
- Photographie : Otello Martelli
- Son : Luigi Puri
- Décors et costumes : Domenico Purificato
- Montage : Gabriele Varriale
- Musique : Mario Nascimbene
- Pays de production :  Italie,  France
- Langue : italien
- Format : Couleur - 1,37:1 - Mono - Format 35 mm
- Genre : Comédie dramatique
- Durée : 103 minutes
- Dates de sortie :
  - Italie : 19 novembre 1954
  - France : 30 novembre 1955

## Distribution

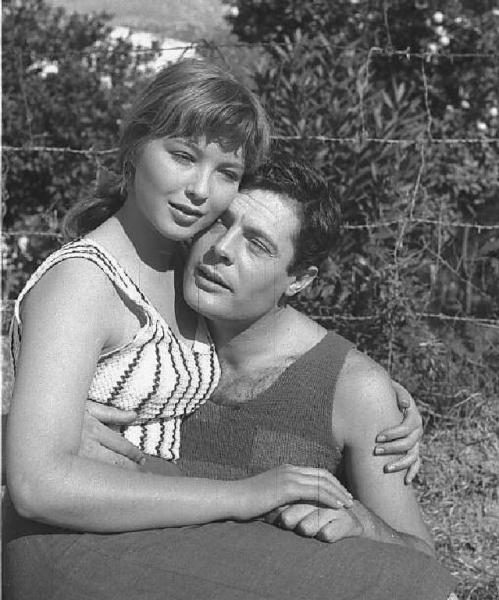
Marina Vlady et Marcello Mastroianni en 1953.

- Marcello Mastrojanni (sic) : Pasquale Droppio
- Marina Vlady : Angela Cafalla
- Giulio Calì : Pietro Cafalla, grand-père d'Angela
- Angelina Chiusano : Loreta Droppio, mère de Pasquale
- Dora Scarpetta : Nunziata Cafalla, sœur d'Angela
- Fernando Jacovolta : Adolfo Cafalla, frère d'Angela
- Renato Chiantoni : Francesco, oncle d'Angela
- Pina Gallini : Filomena Droppio, grand-mère de Pasquale
- Lucien Gallas : Oreste Droppio, père de Pasquale
- Angelina Longobardi : Concetta Cafalla, mère d'Angela
- Franco Avallone : Leopoldo Droppio, frère de Pasquale
- Cosimo Poerio : Onorato Droppio, grand-père de Pasquale
- Santina Tucci : Teresa Droppio, sœur de Pasquale